# Стивън Фостър
Стивън Колинс Фостър (на английски език - Stephen Collins Foster), познат като „Бащата на американската музика“ е американски композитор, изпълнител и текстописец от XIX век.
Неговите песни „О! Сузана“, „Camptown Races“, „My Old Kentucky Home“, „Beautiful Dreamer“, „Swanee River“ са едни от символите на американската фолклорна музика и остават популярни повече 150 години след създаването им.

## Биография
Фостър е роден на 4 юли 1826 година в предградието на град Питсбърг - Лорънсвил, щат Пенсилвания, в семейство с десет деца (Фостър е девето), чийто баща е алкохолик. Завършва училище, учи за кратко в „Washington & Jefferson College“, завладян от музиката, Фостър написва няколко песни още преди да навърши 20 години.
Стивън Фостър е силно повлиян в младежките си години от двама души: Хенри Клебър (1816-1897) и Дан Райс. Първият е класически музикант, емигрирал от германския град Дармщат, който отваря музикален магазин в Питсбърг. Клебър става учител на младия Фостър. Малко по-късно Фостър работи в пътуващ цирк като клоун-конферансие и музикант.
Тези 2 съвсем различни видове музика оказват силно влияние върху бъдещите работи на младия музикант. Фостър свири през деня в салоните класическа музика на пиано, а през нощта свири забавна музика на своите приятели. Тези два противоположни жанра, оказват голямо влияние върху творчеството му и в създаването на най-добрите му песни.
През 1846 година Фостър заминава за Синсинати, щата Охайо, където работи като счетоводител в параходна компания. Там Фостър изпълнява своята най-известна песен - „О! Сузана“. Песента се превръща в химн на Златната треска в САЩ, през 1848–1849 г. През 1849 година издава Foster's Ethiopian Melodies, който включва друга хитова песен – "Nelly Was a Lady".
Завръща се в Пенсилвания, където подписва договор със „Christy Minstrels“. В началото на този период, Фостър написва едни от най-популярните си песни: "Camptown Races" (1850), "Nelly Bly" (1850), "Old Folks at Home" (позната също като "Swanee River", 1851), "My Old Kentucky Home" (1853), "Old Dog Tray" (1853), "Hard Times Come Again No More" (1854) and "Jeannie With the Light Brown Hair" (1854), написана за неговата съпруга Джейн Дени Дакдоуъл.
Въпреки че почти всички песни са свързани с Юга, Фостър никога не е живял в южните щати. Пътува на юг само веднъж с кораб по река Мисисипи, по време на своя меден месец до град Ню Орлиънс, през 1852 година.